# Matabhanga
Matabhanga o Hauli és un riu de Bengala Occidental al districte de Nadia (on també hi ha els rius Bhagirathi i Jalangi, tots braços del Ganges que formen la capçalera del riu Hugli). El Matabhanga és la derivació principal del Ganges a 24° 04′ N, 88° 48′ E / 24.067°N,88.800°E a uns 15 km més avall de la separació del Jalangi. Corre cap al sud-est primer com un riu petit, i després al sud-oest amb un recorregut tortuós, fins a Krishnaganj, a l'est de Krishnanagar, capital del districte; deix el seu llit i ocupa una part dels antics canals del Kumar, Ichamati i Churni i s'uneix al Hugli prop de Chakdaha, a 23° 09′ N, 88° 29′ E / 23.150°N,88.483°E després d'un curs de 208 km. El nom Hauli (i també el de Kumar, mentre el verdader Kumar és conegut com a Pangasi) se li dona els primers 60 km. El Ichmati és una derivació menor del Matabhanga. És navegable per vaixells grans a l'època de pluges, però no es pot navegar a la temporada seca. Un poble amb aquest nom és a Coch Bihar a 26° 23′ N, 89° 50′ E / 26.383°N,89.833°E.